# チャネルボンディング
チャネルボンディング（英: Channel Bonding）とは、一台のコンピュータの複数のネットワークインタフェースを組み合わせて、冗長化またはスループット増強を行うコンピュータネットワークの技法。
イーサネットでのチャネルボンディングでは、ホストコンピュータのオペレーティングシステムとイーサネットのスイッチングハブの両者がそれをサポートしている必要があり、ちょうど RAID のディスクアレイのI/Oが複数のディスク装置に分散されて行われるように、フレームの送受信を複数のインタフェースに分散させるようにしなければならない。このため、チャネルボンディングを RAIN (Redundant Array of Independent Network interfaces) とも呼ぶ。
チャネルボンディングは、POTS におけるダイヤルアップ接続でも行われ、負荷分散によってスループットを増強するのに使われる。
同様に、デジタル加入者線でも高速通信を実現するためにチャネルボンディングを使うことができる。イギリスではADSLのチャネルボンディングが行われる場合があり、単独なら2Mbit/sの地域で、下り4Mbit/sの転送速度（上りは512kbit/s）を実現する。
無線LANでもチャネルボンディングが行われつつある。IEEE 802.11n にはチャネルボンディングが規格として定義されている。